# 圣卢西亚观景台

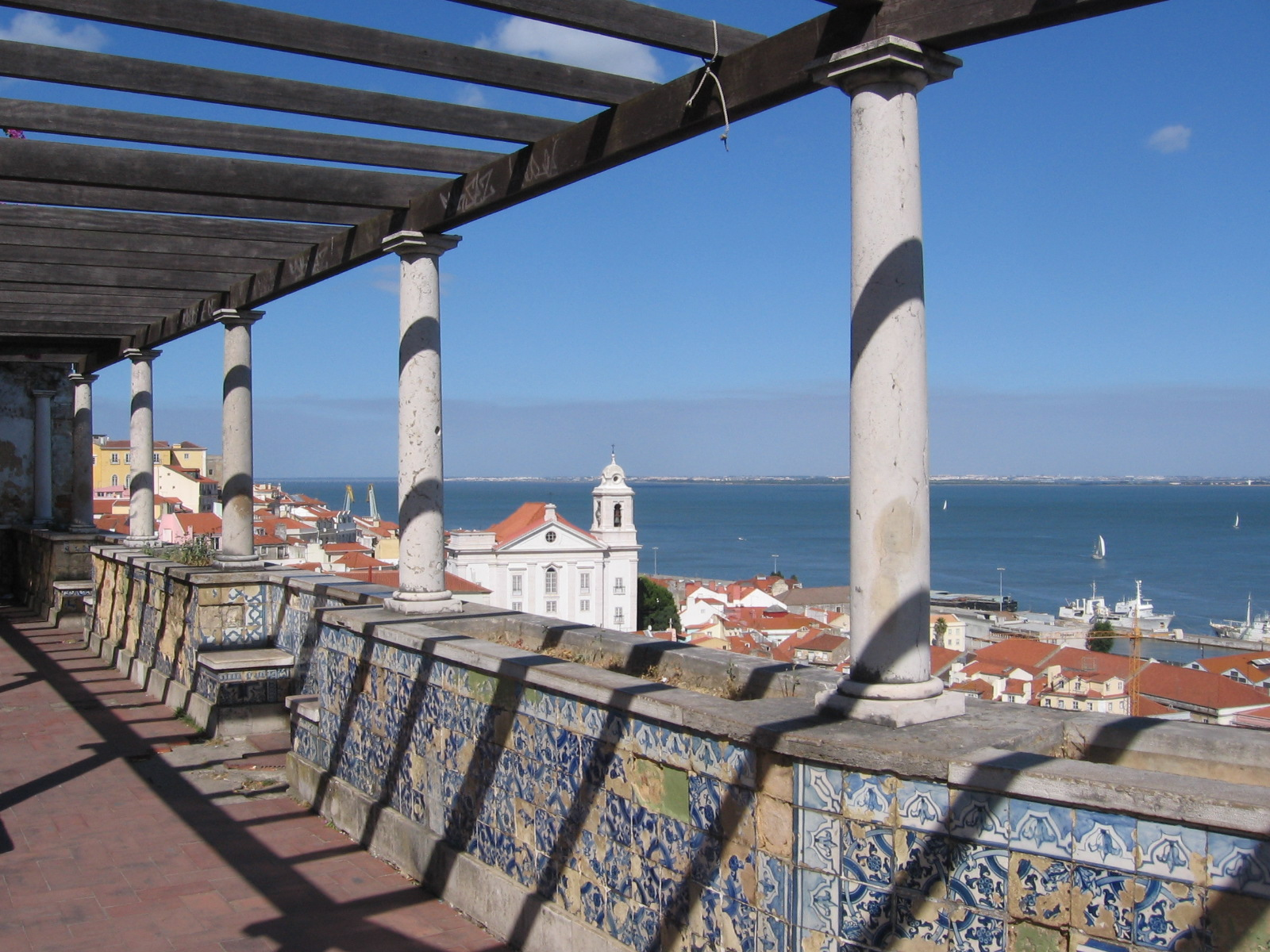
圣卢西亚观景台

圣卢西亚观景台（Miradouro de Santa Luzia）位于葡萄牙首都里斯本的阿尔法玛区，俯瞰特茹河。在此可眺望圣恩格拉西娅教堂和圣斯德望堂的圆顶，以及圣弥额尔堂的双塔。 
在此亦可欣赏到瓷砖画，描绘1755年里斯本大地震前在今商业广场阅兵的盛况。